# Ammocrypta pellucida
Ammocrypta pellucida és una espècie de peix de la família dels pèrcids i de l'ordre dels perciformes present a Amèrica del Nord.
Els mascles poden assolir els 8,4 cm de longitud total.